# Пиер Нкурунзиза
Пиер Нкурунзиза е бивш президент на Бурунди.

## Биография
Роден е на 18 декември 1963 г. в столицата на Бурунди – Бужумбура. Той е едно от седемте деца на семейството си. Единствено едната му сестра е жива и днес.  През 1990 г. получава висше образования. Баща му също е участвал в управлението на страната като народен представител през 1965 г., но по-късно е убит (1972).
През 2001 г. става лидер на партията, за която работи множество години. А през 2005 г. е издигнат за кандидат-президент. Печели изборите и става деветият президент на Бурунди. Постъпва в длъжност на 26 август 2005 г.
През 1994 г. се жени. Баща е на двама сина.